# 网孔连接
平面网孔连接中，各處理器与上下左右四个处理器相连；一般地，{\displaystyle p}维网孔连接就是处理器位于{\displaystyle p}维网格格点上的连接。
對於平面网孔，设有{\displaystyle m}个处理器，则构成了一个{\displaystyle {\sqrt {m}}}的正方形网络，它的网络直径为{\displaystyle 2({\sqrt {m}}-1)}，对剖宽度为{\displaystyle {\sqrt {m}}}。可以看到，网孔连接中的通信速度是很慢的。

## 二维网孔的几种变形
二维网孔有以下两种常见的变形：
1. Illiac网孔
2. 2-D环绕（2-D Torus）

## 参阅
并行计算